# Stemonyphantes
Stemonyphantes es un género de arañas araneomorfas de la familia Linyphiidae.

## Especies
- Stemonyphantes abantensis Wunderlich, 1978
- Stemonyphantes agnatus Tanasevitch, 1990
- Stemonyphantes altaicus Tanasevitch, 2000
- Stemonyphantes arta Esyunin & Zamani, 2021
- Stemonyphantes blauveltae Gertsch, 1951
- Stemonyphantes conspersus (L. Koch, 1879)
- Stemonyphantes curvipes Tanasevitch, 1989
- Stemonyphantes griseus (Schenkel, 1936)
- Stemonyphantes grossus Tanasevitch, 1985
- Stemonyphantes karatau Tanasevitch & Esyunin, 2012
- Stemonyphantes lineatus (Linnaeus, 1758)
- Stemonyphantes menyuanensis Hu, 2001
- Stemonyphantes mikhailovi Omelko & Marusik, 2021
- Stemonyphantes montanus Wunderlich, 1978
- Stemonyphantes parvipalpus Tanasevitch, 2007
- Stemonyphantes serratus Tanasevitch, 2011
- Stemonyphantes sibiricus (Grube, 1861)
- Stemonyphantes solitudus Tanasevitch, 1994
- Stemonyphantes taiganoides Tanasevitch, Esyunin & Stepina, 2012
- Stemonyphantes taiganus (Ermolajev, 1930)
- Stemonyphantes verkana Zamani & Marusik, 2021